# Walther Modell 3
Die Pistole Walther Modell 3 ist eine Selbstladepistole des Waffenherstellers Carl Walther aus Zella-Mehlis-St. Blasii.

## Geschichte
Die Pistole wurde von 1910 bis 1913 hergestellt. Sie hat das Auswerferfenster auf der linken Schlittenseite, wo auch der Schriftzug "Selbstlade-Pistole Cal. 7,65 Walther's Patent" über der Walther-Schleife eingraviert ist. Die Metalloberfläche der Pistole war brüniert, aber auch in vernickelt erhältlich. Die Griffschalen sind aus Hartgummi. Das Modell 3 wurde in zwei Varianten gebaut. Das Unterscheidungsmerkmal zwischen den beiden Varianten ist die Anzahl der Griffrillen am Schlitten. Die Variante 1 hat 13 Griffrillen und die Variante 2 hat 12 Griffrillen. Es wurden circa 3.500 Pistolen vom Modell 3 hergestellt.
Es wurde eine baugleiche Pistole mit der Aufschrift "Messerfabrik Vulkan, Solingen" hergestellt. Ob dies eine Lizenzproduktion war oder nicht, kann heute nicht mehr festgestellt werden.

## Technische Daten
Kaliber:  7,65 mm Browning / .32 ACP
Länge: 12,7 cm
Lauflänge: 6,7 cm (2,64 Zoll)
Anzahl der Züge: 6
Magazinkapazität: 6 Schuss